# Procatedral de Santa María (Bastia)
La Procatedral de Santa María o catedral de Nuestra Señora de la Asunción o simplemente antigua catedral de Bastia (en francés: Pro-cathédrale Sainte-Marie de Bastia ou Ancienne pro-cathédrale Sainte-Marie de l’Assomption) es una antigua catedral católica francesa erigida en la localidad de Bastia, en la isla de Córcega, y un monumento histórico desde 2010.

## Historia

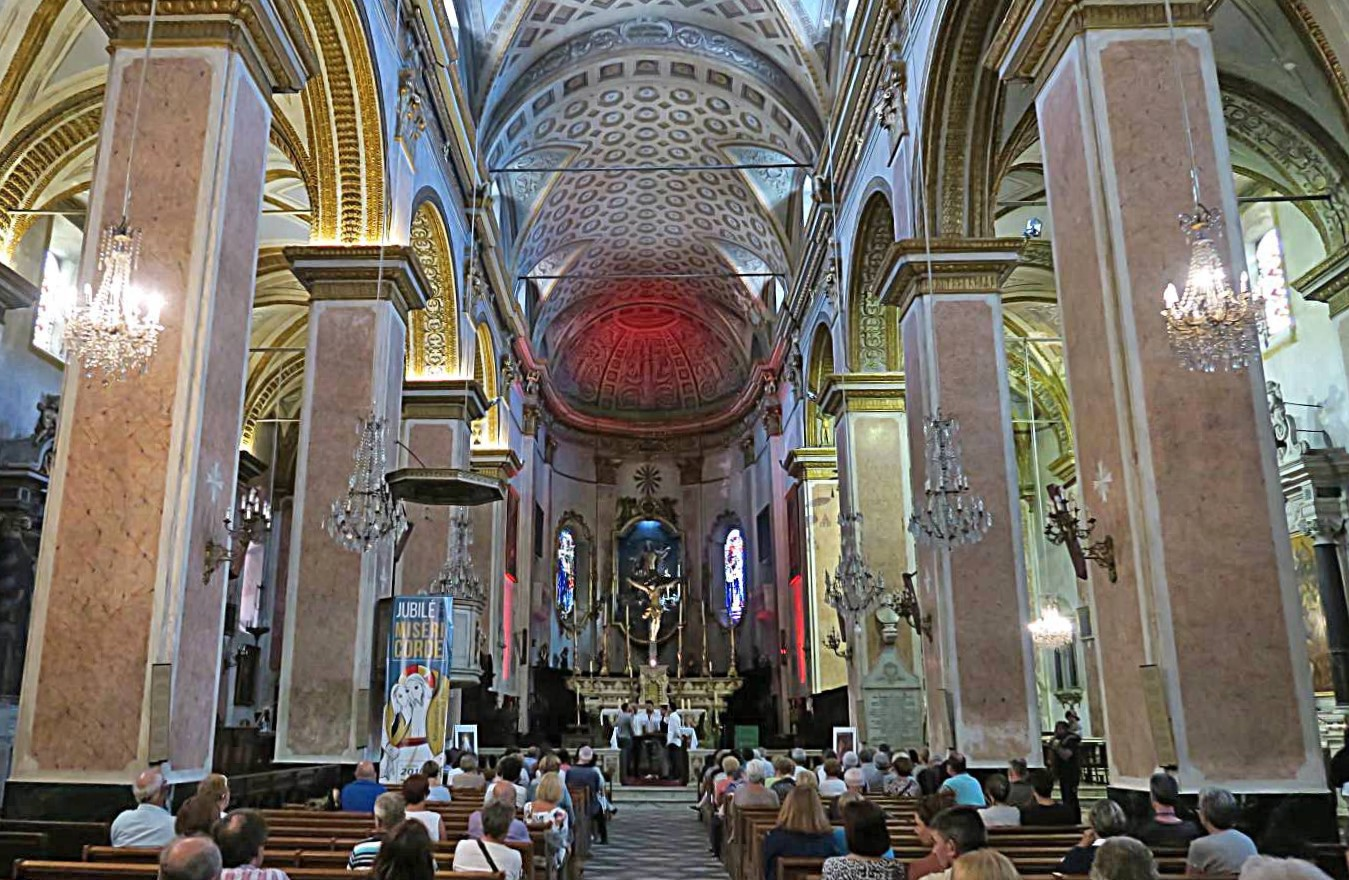
Vista interna

La antigua catedral de Bastia, dedicada a Santa María, fue construida a partir de 1495, con una importante reconstrucción a principios del siglo XVII. Detrás de la iglesia se encuentra la capilla de Sainte-Croix (Santa Cruz), conocida por su interior exuberantemente decorado y por la figura del Cristo de los Milagros, venerada por el pueblo de Bastia, y descubierta (según la tradición católica) por dos pescadores flotando en las aguas del Mediterráneo en 1428.
El edificio fue reconstruido entre 1604 y 1625. Las tres naves de la iglesia están ricamente decoradas con oro y mármol en estilo barroco. La fachada occidental fue realizada hacia 1660-1670, presenta una decoración barroca genovesa. Es de dos niveles rematados con tres frontones. Tiene un campanario adosado a la parte sur del ábside, terminado en 1620.
Después de su registro en 1929, entró en una clasificación que la protege como monumento histórico desde el 3 de febrero de 2000.